# Прусак, Михаил Михайлович
Михаи́л Миха́йлович Пруса́к (род. 23 февраля 1960 года, с. Джурков, Коломыйский район, Ивано-Франковская область, УССР, СССР) — российский политик, глава администрации Новгородской области (1991—1995), губернатор Новгородской области (1996—2007). Доктор экономических наук, профессор. Член редакционного совета общественно-аналитического журнала «Признание».

## Биография
Закончил восьмилетнюю школу с отличием.
В 1979 году окончил Коломыйское педагогическое училище. Затем работал год воспитателем группы продлённого дня в сельской школе Галичского района Иваново-Франковской области, откуда в 1980 году был призван на срочную службу в Советскую Армию. По окончании срочной службы в 1982 году получил направление на факультет истории и коммунистического воспитания Высшей комсомольской школы при ЦК ВЛКСМ. После её окончания, получив специальность «преподаватель истории и обществоведения», с 1986 по 1988 год был направлен на руководящую комсомольскую работу в Холмский райком ВЛКСМ Новгородской области, где работал вторым и (с мая 1987 года) первым секретарём. С 1988 по 1991 год возглавлял совхоз «Трудовик» в Холмском районе Новгородской области.
Был депутатом и членом комитета Верховного совета СССР по вопросам работы советов народных депутатов, развития управления и самоуправления, входил в Межрегиональную депутатскую группу. В июне 1991 года был доверенным лицом Б. Ельцина на выборах Президента РСФСР. В 1994 году окончил Академию народного хозяйства при Правительстве Российской Федерации по программе «Руководитель в условиях рынка», получив специальность «менеджер высшей категории».
24 октября 1991 года был назначен главой администрации Новгородской области. По итогам выборов 17 декабря 1995 года был избран главой администрации Новгородской области, набрав 56,17 % голосов избирателей, а 5 сентября 1999 года был переизбран на эту должность набрав 91,56 % голосов избирателей. В третий раз переизбран губернатором Новгородской области, набрав 78,73 % голосов в 2003 году.
С 1994 по 1996 год работал депутатом Совета Федерации. Был членом Комитета палаты по делам СНГ.
С 1996 по 2001 год был членом Совета Федерации Федерального Собрания Российской Федерации, работал в Комитете по международным делам, избирался в 1999 году вице-председателем Парламентской ассамблеи Совета Европы (по 2001 год). Был членом Межведомственной комиссии по делам Совета Европы. 25 июня 1999 года избран членом Совета директоров РАО «ЕЭС России» (по 2002 год).
Членом политсовета Партии российского единства и согласия стал в 1993 году. С весны 1995 года — в оргкомитете движения «Наш дом — Россия». С сентября 2001 года избран председателем Демократической партии России.
С 13 марта по 27 сентября 2002 — член президиума Государственного совета Российской Федерации.
В 2005 году принят в партию «Единая Россия», а в июне 2005 года назначен секретарём политсовета Новгородского отделения «Единой России».
3 августа 2007 года он направил полномочному представителю Президента Российской Федерации в Северо-Западном федеральном округе прошение об отставке. Президент России подписал указ о досрочном прекращении полномочий губернатора Новгородской области Михаила Прусака по его просьбе, а губернатором стал Сергей Герасимович Митин.
11 сентября 2007 года был включён в состав консультативной комиссии при Государственном совете Российской Федерации. Исключён из состава комиссии 5 февраля 2009 года.
В марте 2011 года Михаил Прусак вошёл (с ООО «Агропроминвест» и П. Н. Минаевым) в список аффилированных лиц ОАО «Кировхлеб».
Возглавлял кафедру экономической социологии и социально ориентированной экономики Новгородского государственного университета им. Ярослава Мудрого.
Автор книги «Реформы в провинции».
Женат. Дочь Ирина, 1985 года рожд. и сын Андрей, 1988 года рожд.
В свободное время занимается охотой и рыбалкой. Из литературы предпочитает издания по отечественной истории дореволюционного периода.

## Чины и звания
- Является действительным членом Академии педагогических и социальных наук, членом-корреспондентом Санкт-Петербургской инженерной академии, действительным членом Международной Академии информатизации и Международной академии экономики, финансов и права, почётным доктором Санкт-Петербургского государственного инженерно-экономического университета.
- Действительный государственный советник Российской Федерации 3 класса (13 декабря 2007 года)[6]

## Награды
- Государственные:

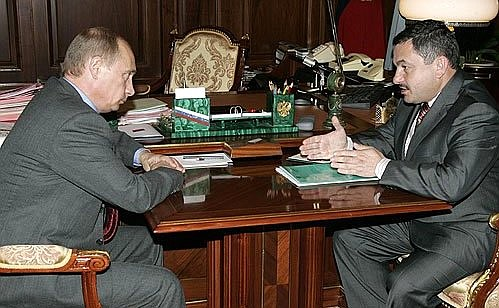
Михаил Прусак на встрече с президентом Владимиром Путиным, 2006

  - Орден «За заслуги перед Отечеством» II степени (7 декабря 1999 года) — за заслуги перед государством, большой вклад в укрепление экономики, проведение реформ и демократических преобразований[7]
  - Орден Дружбы (2 мая 1996 года) — за заслуги перед государством и многолетний добросовестный труд[8]
  - Благодарность Президента Российской Федерации (17 февраля 2000 года) — за добросовестный труд и последовательное проведение курса экономических реформ[9]
  - Благодарность Президента Российской Федерации (12 августа 1996 года) — за активное участие в организации и проведении выборной кампании Президента Российской Федерации в 1996 году[10]
  - Премия Правительства Российской Федерации в области науки и техники (2005 год)[11]
  - Орден князя Ярослава Мудрого V степени (12 июня 2004 года, Украина) — за значительный личный вклад в развитие социально-экономических и культурных взаимосвязей между Украиной и Российской Федерацией[12]
  - Командорский крест ордена «За заслуги перед ФРГ» (2005 год, Германия)
- Общественные:
  - Орден «За Честь и Доблесть»
  - Золотая медаль «За заслуги в образовании и науке» им. Н. Моисеева (2002)
  - Медаль Ярослава Мудрого I степени (1997, Новгородский государственный университет)
  - Золотой знак Международной академии экономики, финансов и права (1999)
  - Золотой Почетный знак «Общественное признание» (1999)
  - Нагрудный знак «Четвертая власть. За заслуги перед прессой» (1999)
  - Приз Второго Всероссийского конкурса финансового развития экономики России «Золотой рубль» (2003)
  - Приз «Хрустальный глобус» (1999)
  - Гран-при «Дарин» Российской национальной премии «Бизнес-Олимп» (2001);
  - Премия Адама Смита (1998)
  - Премия Александра II (1998)
  - Премия Андрея Первозванного (1998)
  - Премия «Серебряный лучник» (1999)
  - Лауреат национальной премии бизнес-репутации «Дарин» Российской Академии бизнеса и предпринимательства в 2004 г.

## Интервью
- Потакать президенту - большое негодяйство. «Великий Новгород.ру» (17 мая 2007). — Интервью губернатора Новгородской области Михаила Прусака ИА REGNUM. Архивировано из оригинала 8 ноября 2007 года.
- Владимир Шпак. Правда бывшего губернатора // «Русский репортёр» : журнал. — 2007. — 7 августа (№ 10). Архивировано 28 февраля 2012 года.
- Андрей Рискин. Михаил Прусак: «Не надо регионы прессовать утюгом». «Независимая газета» (19 апреля 2005). — Интервью. Дата обращения: 24 сентября 2019. Архивировано 28 октября 2005 года.